# Сухан Лариса Вікторівна
Лариса Вікторівна Сухан (нар. 11 червня 1970, Караганда, Казахська РСР) — казахстанська футболістка, виступала на позиції воротаря.

## Життєпис
Першою футбольною командою була «Олімп». (Караганда). У 1992 році вирішила перейти до клубу ЦСК ВПС і провела у чемпіонаті 8 матчів. Після закінчення сезону вирішила повернутися до Казахстану.

## Досягнення
- Чемпіонат Росії
  -  Срібний призер (1): 1992

- Чемпіонат Казахстану
  -  Чемпіон (1): 1993